# Federico Momo
Federico Momo (* 11. November 1878 in Voghera; † 7. Juni 1958 in Bressana Bottarone) war ein italienischer Radrennfahrer und Funktionär im Radsport.

## Sportliche Laufbahn
Momo war im Bahnradsport aktiv. 1896 siegte er im Gran Premio della U.V.I., dem Großen Preis des italienischen Radsportverbandes im Sprint. 
Momo führten seine Wettkampfreisen auch nach Russland, wo er auf den Bahnen von Moskau und Sankt Petersburg startete. 1900 belegte er beim Grand Prix de Paris den ersten Platz, wurde aber auf Intervention des Wettkampfgerichtes auf den zweiten Platz hinter Edmund Jacquelin zurückgesetzt. Später veröffentlichte Bilder zeigten Momo als Sieger des Rennens. Momo nahm dies zum Anlass, den Radsport zu beenden. Er begann danach mit dem Motorradsport.
1899 war Momo in Paris beim Grand Prix Dritter geworden. In jener Saison wurde er Vizemeister Italiens im Sprint hinter Gian Ferdinando Tomaselli. Von 1933 bis 1936 war er Präsident des italienischen Radsportverbandes Federazione Ciclistica Italiana (FCI). 1937 bis 1939 war er als Vizepräsidenten der Union Cycliste Internationale (UCI) tätig. 
Momo war Teilhaber einer Autofabrik und Besitzer eines Weinberges. Er war wesentlich am Bau der Motorsportrennstrecke von Monza Autodromo Nazionale di Monza beteiligt.